# 亚塘
亚塘是缅甸伊洛瓦底省烔标县烔标镇区下辖的一个镇。

## 历史
2022年2月11日晚上8点左右，一枚炸弹在亚塘镇电力局爆炸，造成一名员工受伤。根据当地居民说法，缅甸军方逮捕了至少10名嫌疑人。
2024年2月，军方以从事非法政治活动的罪名逮捕了11名来自亚塘镇的当地年轻人。